# Línea T19 (Metro de Estocolmo)
La línea T19 es una de las siete líneas que componen el Metro de Estocolmo. Fue inaugurada el 9 de septiembre de 1951 y consta de 28,6 kilómetros y 35 estaciones, siendo la más extensa de la red de metro de la ciudad.

## Estaciones
- Hässelby Strand
- Hässelby Gård
- Johannelund
- Vällingby
- Råcksta
- Blackeberg
- Islandstorget
- Ängbyplan
- Åkeshov
- Brommaplan
- Abrahamsberg
- Stora Mossen
- Alvik
- Kristineberg
- Thorildsplan
- Fridhemsplan
- St. Eriksplan
- Odenplan
- Rådmansgatan
- Hötorget
- T-Centralen
- Gamla stan
- Slussen
- Medborgarplatsen
- Skanstull
- Gullmarsplan
- Globen
- Enskede gård
- Sockenplan
- Svedmyra
- Stureby
- Bandhagen
- Högdalen
- Rågsved
- Hagsätra